# اینگرید هیلمسث
اینگرید هیلمسث (انگلیسی: Ingrid Hjelmseth؛ زادهٔ ۱۰ آوریل ۱۹۸۰) بازیکن فوتبال بازنشسته اهل نروژ است.
از باشگاه‌هایی که در آن بازی کرده است می‌توان به استابک و آسکر اشاره کرد.
وی همچنین در تیم ملی فوتبال زنان نروژ بازی کرده است.

## حرفه
اصالت او به روستای اسکیتن برمی‌گردد.
او از سال ۲۰۰۳ دروازه‌بان ذخیره تیم ملی فوتبال زنان نروژ بود و به مدت هفت فصل در لیگ برتر فوتبال زنان نروژ برای تروندهیمس اورن بازی کرد و ۲۱۷ بار برای این باشگاه به میدان رفت. در سال ۲۰۰۶، آخرین سال حضورش در دروازه تروندهیمس اورن، این باشگاه تنها ده گل در کل فصل (در آن زمان) ۱۸ مسابقه دریافت کرد.
در اوایل سال ۲۰۰۷، او به اسلو بازگشت تا به عنوان مهندس حرفه‌ای در دی‌ان‌وی جی‌ال کار کند و اکنون در واحد نرم‌افزاری دی‌ان‌وی مشغول به کار است. در عین حال، او به عنوان دروازه‌بان اول به باشگاه فوتبال زنان آسکر پیوست. پس از شروع خوب فصل، او در ژوئن ۲۰۰۷ رباط جانبی زانو را پاره کرد که او را برای چند ماه از فوتبال دور نگه داشت و به همین دلیل به تیم ملی نروژ برای شرکت در مسابقات جام جهانی در چین در سال ۲۰۰۷ دعوت نشد.
هیلمسث به المپیک تابستانی ۲۰۰۸ به عنوان دروازه‌بان سوم نروژ اعزام شد اما، در تیم ذخیره چهار نفره که تنها در صورت نیاز به تعویض بازیکن اصلی به دلایل پزشکی استفاده می‌شدند.
در پایان سال ۲۰۰۸، تیم اول آسکر پس از مشکلات مالی مداوم منحل شد و اکثر بازیکنان از جمله هیلمسث به تیم تازه تأسیس زنان باشگاه فوتبال استابک برای فصل ۲۰۰۹ پیوستند. این تیم جدید به یکی از بزرگ‌ترین باشگاه‌های ورزشی نروژ تبدیل شد.
در اوت ۲۰۰۹، هیلمسث به عنوان دروازه‌بان اول نروژ برای یورو ۲۰۰۹ زنان که در فنلاند بین دوازده کشور برتر فوتبال اروپا برگزار شد، معرفی شد. در مرحله گروهی، نروژ در جایگاه سوم قرار گرفت و به مرحله یک‌چهارم نهایی صعود کرد، جایی که سوئد را ۳–۱ شکست داد، برخلاف بسیاری از پیش‌بینی‌ها، تنها در نیمه‌نهایی مقابل قهرمانان آن دوره، تیم ملی فوتبال زنان آلمان شکست خورد. هیلمسث به خاطر نقش خود در این کمپین موفق به شدت ستایش شد. تا پایان سال ۲۰۱۱، او سه فصل به عنوان دروازه‌بان اول نروژ و ۵۲ بازی برای تیم ملی فوتبال زنان نروژ انجام داده بود که در آن یک کارت زرد دریافت کرد.
هیلمسث در سال ۲۰۱۰ با استابک قهرمان لیگ برتر فوتبال زنان نروژ شد و در طی ۲۲ مسابقه فصل تنها هشت گل دریافت کرد. این تیم در سال ۲۰۱۱ برای بازی در لیگ قهرمانان اروپا واجد شرایط شد. همچنین در سال ۲۰۱۰، او رکورد جدیدی را با عدم دریافت گل در خانه در طول یک فصل کامل ثبت کرد.
در سال ۲۰۱۱، استابک دوباره با قرار گرفتن در رتبه دوم در لیگ برتر فوتبال زنان نروژ برای لیگ قهرمانان واجد شرایط شد و همچنین در ۵ نوامبر در یک مسابقه که به وقت اضافه و پنالتی رفت، جام نروژ را به دست آورد. نقش هیلمسث در این مسابقه حیاتی بود و او دو پنالتی را در ضربات نهایی نجات داد.
هیلمسث در لیست تیم ملی نروژ برای یورو ۲۰۱۳ توسط اون پلرود، مربی باتجربه، برگزیده شد. او در فینال مسابقات در بازی کرد که نروژ ۱–۰ به تیم ملی فوتبال زنان آلمان باخت.
قبل از جام جهانی فوتبال زنان ۲۰۱۵، هیلمسث، دروازه‌بان باتجربه، اعتراف کرد که اگر عملکرد نروژ نتواند جواز حضور در المپیک تابستانی ۲۰۱۶ ریو را کسب کند، به فکر بازنشستگی است. او قصد داشت پس از پایان دوران ملی‌اش به بازی در پست‌های دیگر در لیگ‌های پایین‌تر بپردازد.